# Tito Veturio Gémino Cicurino
Tito Veturio Gémino Cicurino  fue un político y militar romano del siglo V a. C. perteneciente a la gens Veturia.

## Familia
Gémino Cicurino fue miembro de los Veturios Géminos, una rama familiar patricia del gens Veturia, hermano probablemente gemelo de Publio Veturio Gémino Cicurino y padre de Tito Veturio Gémino Cicurino.

## Carrera pública
Ocupó el consulado en el año 494 a. C. Durante su magistratura los plebeyos se establecieron en el monte Sacro y se creó el tribunado de la plebe. Fue enviado a combatir a los ecuos, que habían invadido el territorio latino; sin embargo, estos se retiraron rápidamente y se refugiaron en las montañas.